# Gerald Thomas
Gerald Thomas (né le 10 décembre 1920 à Hull, dans le Yorkshire, en Angleterre et mort le 9 novembre 1993  à Beaconsfield, dans le Buckinghamshire) est un réalisateur, monteur et producteur de cinéma britannique.

## Biographie
Gerald Thomas commence sa carrière comme monteur au début des années 1950. Il réalise son premier film, Circus Friends en 1956 et se rend rapidement célèbre avec la série de comédies « Carry on ... », dont le premier film Carry on Sergeant sort en 1958 et qu'il adaptera par la suite, dans les années 1970 pour des séries télévisées.

## Filmographie partielle

### Comme réalisateur
- 1956 : Circus Friends
- 1957 : Scotland Yard joue et gagne
- 1957 : Time Lock
- 1958 : Allez-y sergent !
- 1958 : Chain of Events
- 1958 : The Duke Wore Jeans
- 1958 : The Solitary Child
- 1959 : Le collège s'en va-t-en guerre
- 1959 : Pages indiscrètes
- 1959 : Un thermomètre pour le colonel
- 1960 : Beware of Children
- 1960 : Les Loustics à l'hosto
- 1960 : Watch Your Stern
- 1961 : Carry on Regardless
- 1961 : Raising the Wind
- 1961 : Roommates
- 1962 : La Folle croisière
- 1962 : Twice Round the Daffodils
- 1963 : Carry on Cabby
- 1963 : Les Révoltés du Vénus
- 1963 : Nurse on Wheels
- 1963 : Un beau chassis
- 1964 : Agent secret 00.0H contre docteur Crow
- 1964 : Arrête ton char Cléo
- 1965 : Carry on Cowboy
- 1965 : Risquons le gros coup
- 1966 : Carry on Screaming !
- 1967 : Carry on Doctor
- 1967 : Don't Lose Your Head
- 1967 : Follow That Camel
- 1968 : Carry On... Up the Khyber
- 1969 : Carry on Again Doctor
- 1969 : Les Cinglés du camping
- 1970 : Carry on Up the Jungle
- 1970 : La Marieuse électronique
- 1971 : Carry on Henry VIII
- 1971 : Carry on at Your Convenience
- 1972 : Bless This House
- 1972 : Carry on Matron
- 1972 : L'Ile en folie
- 1973 : Carry on Girls
- 1974 : Carry on Dick[1]
- 1975 : Carry on Behind
- 1976 : Carry On England
- 1977 : That's Carry On !
- 1978 : Carry on Emmannuelle
- 1987 : The Second Victory
- 1992 : Carry on Columbus

### Comme monteur
- 1950 : The 20 Questions Murder Mystery
- 1950 : Tony Draws a Horse
- 1951 : Ir Ha'Ohelim
- 1951 : Island Rescue
- 1952 : Enquête à Venise
- 1952 : I'm a Stranger
- 1953 : Week-end à quatre (A Day to Remember)
- 1953 : La Rose et l'Épée
- 1954 : Folle des hommes
- 1954 : Toubib or not toubib
- 1955 : Above Us the Waves